# Corts de València (1340)
Les Corts de València de 1340, Corts Generals del regne de València, foren convocades l'1 de maig de 1340 per Pere el Cerimoniós, per a reunir-se el 16 del mateix mes a la ciutat de València, per a obtenir un subsidi general del regne que li permetés participar en la guerra contra l'emir marínida de Fes, després de la desfeta cristiana de la badia d'Algesires, produïda a principis d'abril.
En aquestes Corts es convocaren 11 viles del regne (València, Morella, Vila-real, Castelló de la Plana, Morvedre, Alzira, Xàtiva, Llíria, Cullera, Corbera i Xixona); 10 membres de l'Església (els bisbes de València, Tortosa i Sogorb, els abats de Benifassà, la Valldigna i Poblet, el comanador de l'orde de l'Hospital a València, el mestre de Montesa, i els comanadors de Montalbà i Calatrava); i pel braç militar: l'infant (Ramon Berenguer, 13 nobles i 24 cavallers.
Aquestes Corts duraren escassament un mes, del 16 de maig fins al 12 de juny, i se celebraren en el convent dels dominics de València. En aquesta assemblea es publiquen dos privilegis: sobre la inadmissibilitat dels clergues conjugats amb tonsura per actuar en actes civils i sobre els terminis en les denúncies davant els jutges, i es confirma un altre, sobre la inalienabilitat de les viles reials; també es tracta sobre l'empenyorament de llocs reials a Lope de Luna; però el punt principal i el que ocupà la major part de les sessions fou el subsidi o almoina demanat pel rei per a la defensa marítima. Aquest subsidi, de tres anys de durada, estava previst per a mantenir 20 galeres durant quatre mesos i cinc més durant huit mesos, i per aconseguir els diners suficients s'estableix una imposició sobre les transaccions de productes alimentaris i manufacturats, tant la compra com la venda, i un gravamen sobre l'entrada i sortida d'embarcacions dels ports, i es trien 8 administradors per a gestionar l'arrendament de les imposicions, l'ingrés dels diners i la seva distribució, dos per cada estament i dos més per la ciutat de València.